# Милинкович, Душко
Душко Милинкович (серб. Душан Милинковић; род. 2 декабря 1960 года) — югославский футболист, нападающий. В 1988 году стал лучшим бомбардиром чемпионата Югославии по футболу.

## Клубная карьера
Душко начал профессиональную карьеру в футбольном клубе «Борац» из города Чачак. За три года в его составе он провёл 84 матча, в которых забил 13 раз.
В 1986 году перешёл в ФК «Рад». В составе данного клуба стал лучшим бомбардиром чемпионата Югославии 1988 года. В 1988 году перешёл в испанский футбольный клуб «Осасуна». За один год в его составе провёл 18 матчей, и забил один мяч.
После выступлений в Испании Душко перешёл в турецкий ФК «Самсунспор», где играл на протяжении трёх лет, с 1989 по 1992 год. За это время провёл 49 матчей и забил 11 голов.
Последним клубом в его карьере стал турецкий «Каршияка». За один год в составе он провёл 17 матчей, и забил два мяча. В 1993 году завершил профессиональную футбольную карьеру.
В 1988 году вызывался в национальную сборную на олимпиаду, но не провёл там ни одного матча.